# Estimativa por intervalo
Em estatística, a estimativa por intervalo é o uso de dados amostrais para calcular um intervalo de valores plausíveis de um parâmetro populacional desconhecido. Isto contrasta com a estimativa por ponto, que dá um único valor. O matemático polonês Jerzy Nerman identificou em 1937 a estimativa por intervalo como distinta da estimativa por ponto (chamada por ele de "estimativa por único estimado"). Ao fazer isto, ele reconheceu que os então recentes trabalhos que citavam resultados em forma de um estimado mais ou menos um desvio padrão indicavam que a estimativa por intervalo era de fato o problema que os estatísticos tinham em mente.
As formas mais prevalentes de estimativa por intervalo são:
- os intervalos de confiança (um método frequentista) e;[2][3]
- os intervalos de credibilidade (um método bayesiano).

Outras abordagens comuns à estimativa por intervalo, que são englobadas pela teoria estatística, são:
- os intervalos de tolerância;
- os intervalos de previsão (usados principalmente em análise de regressão);
- os intervalos de verossimilhança.

Há outra abordagem à inferência estatística, nomeadamente a inferência fiducial, que também considera a estimativa por intervalo. Métodos não estatísticos que podem levar a estimativas por intervalo incluem a lógica difusa.
Uma estimativa por intervalo é um tipo de resultado de uma análise estatística. Alguns outros tipos de resultados são estimativas por ponto e decisões.

## Discussão
Os problemas científicos associados à estimativa por intervalo podem ser resumidos como se segue:
- Quando estimativas por intervalo são relatadas, elas devem ter uma interpretação comumente aplicada na comunidade científica e em outras áreas. Em relação a isto, intervalos de credibilidade são considerados mais prontamente entendidos pelo público geral. Estimativas por intervalo derivadas a partir da lógica difusa têm significados muito mais específicos a certas aplicações.
- Para situações que ocorrem mais comumente, deve haver conjuntos de procedimentos padronizados que podem ser usados, sujeitos à checagem e à validade de quaisquer pressupostos exigidos. Isto se aplica tanto a intervalos de confiança, quanto a intervalos de credibilidade.
- Para situações que ocorrem menos comumente, deve haver orientação sobre como as estimativas por intervalo podem ser formuladas. Em relação a isto, intervalos de confiança e intervalos de credibilidade têm um compreensão semelhante, mas há diferenças:
  - Intervalos de credibilidade podem lidar prontamente com informação a priori, enquanto intervalos de confiança não podem;
  - Intervalos de confiança são mais flexíveis e podem ser usados de forma prática em mais situações do que intervalos de credibilidade: uma área em que intervalos de credibilidade padecem em comparação é ao lidar com modelos não paramétricos.
- Deve haver formas de testar o desempenho dos procedimentos de estimativa por intervalo. Isto surge porque muitos procedimentos do tipo envolvem aproximações de vários tipos e há uma necessidade de checar se o desempenho real de um procedimento está próximo do que é afirmado. O uso de simulações estocásticas para fazer isto é simples no caso de intervalos de confiança, mas é de certa forma mais problemático para intervalos de credibilidade em que a informação a priori deve ser levada em conta de forma apropriada. A checagem de intervalos de credibilidade pode ser feita por situações que representam informações não a priori, mas a checagem envolve a verificação de propriedades de frequência a longo prazo dos procedimentos.[6]

As condições sob as quais os intervalos de credibilidade e os intervalos de confiança produzirão resultados semelhantes já foram discutidas, assim como as probabilidades de cobertura dos intervalos de credibilidade e as probabilidades a posteriori associadas com intervalos de confiança.